# Lagoa do Curral
Lagoa do Curral é um dos 52 povoados integrantes do município brasileiro de Araci, estado da Bahia. Localiza-se a 11.1 km da sede do município e a cerca de 232 km da capital Salvador. Conta com uma população de aproximadamente 400 habitantes.